# Церква Благовіщення Пресвятої Богородиці (Сатанів)
Церква Благовіщення Пресвятої Богородиці в Сатанові — парафія і храм греко-католицької громади Кам'янець-Подільського деканату Кам'янець-Подільської єпархії Української греко-католицької церкви в смт Сатанів Хмельницької области.

## Історія церкви
Греко-католицька громада в смт Сатанів була заснована й офіційно зареєстрована у 2003 році.
7 квітня 2004 року парафіяни придбали приміщення, що раніше було банком, і переобладнали його під каплицю для богослужінь. Її освятив єпископ Василій Семенюк. Він також благословив семінаристів із Тернопільської вищої духовної семінарії, які майже все літо допомагали в перебудові будинку на храм та проводили катехизацію для місцевих жителів. У 2007 році, на другий день Різдвяних свят, владика Тернопільсько-Зборівської єпархії Василій Семенюк освятив храм Благовіщення Пресвятої Богородиці.
Наразі при парафії діють такі спільноти: «Матері в молитві», Українська молодь — Христові, Марійська та Вівтарна дружини.

## Парохи
- о. Ігор Топоровський (з 2003).